# Campogrande de Aliste
Campogrande de Aliste (en alistanu Campugrande) es una localidad del municipio español de San Vicente de la Cabeza, perteneciente a la provincia de Zamora, de la comunidad autónoma de Castilla y León. 

## Ubicación
Los límites del perímetro de Campogrande de Aliste son:
| Noroeste: Cabañas de Aliste       | Norte: Cabañas de Aliste | Noreste: Sarracín de Aliste |
| Oeste: Palazuelo de las Cuevas    |                          | Este: Riofrío de Aliste     |
| Suroeste San Vicente de la Cabeza | Sur: Bercianos de Aliste | Sureste: Riofrío de Aliste  |

## Historia
En la Edad Media, Campogrande quedó integrado en el Reino de León, cuyos monarcas acometieron la repoblación del oeste zamorano. Tras la independencia de Portugal de León, en 1143, Campogrande habría sufrido los conflictos que surgieron entre los reinos leonés y portugués por el control de la comarca de Aliste.
Durante la Edad Moderna, estuvo integrado en el partido de Alcañices de la provincia de Zamora, tal y como reflejaba en 1773 Tomás López en Mapa de la Provincia de Zamora.
Así, al reestructurarse las provincias y crearse las actuales en 1833, Campogrande se mantuvo en la provincia zamorana, dentro de la Región Leonesa, quedando integrado con la creación de los partidos judiciales en abril de 1834 en el de Alcañices, hecho que se prolongó hasta 1983, cuando fue suprimido el mismo e integrado en el Partido Judicial de Zamora.
En torno a 1850, Campogrande de Aliste se integró en el municipio de San Vicente de la Cabeza, en el cual ha permanecido hasta la actualidad.

## Evolución demográfica
| 2000 | 2001 | 2002 | 2003 | 2004 | 2005 | 2006 | 2007 | 2008 | 2009 | 2010 | 2011 | 2012 |
| 55   | 52   | 49   | 48   | 46   | 44   | 41   | 40   | 39   | 39   | 38   | 39   | 37   |